# Giovanni Faini

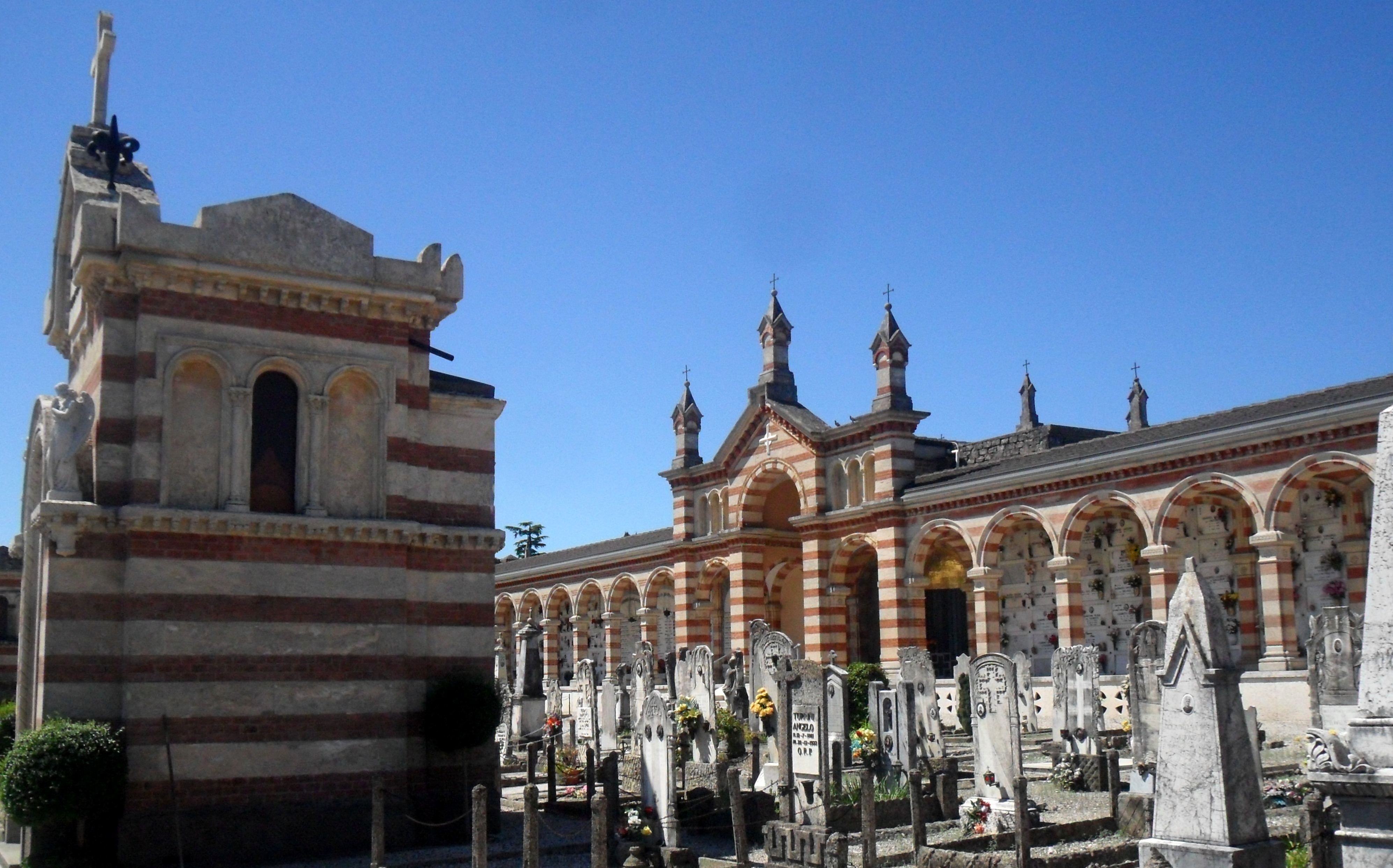
Giovanni Faini: Cimitero Monumentale di Pozzolengo

Giovanni Faini (Pozzolengo, 4 ottobre 1849 – Pozzolengo, 23 agosto 1928) è stato un architetto italiano, attivo principalmente in Lombardia.

## Biografia
Figlio di Giovan Maria e Facchinetti Maria.
Si trasferì a Brescia nel 1864, dove frequentò, fino al 1872, la Scuola comunale di disegno nella quale approfondì Ornato e Architettura.
Nel 1870, ottenne un premio all'Esposizione Nazionale di Parma.
Nel 1872 vinse il primo premio al concorso Vittadini a Milano, città dove si trasferì per proseguire gli studi. Presso la Regia Accademia di Brera studiò Architettura, con Camillo Boito e Antonio Tagliaferri, e Prospettiva, con Luigi Bisi. A Milano partecipò al restauro del Palazzo Ducale ex Litta.
L'anno dopo vinse il Premio Brozzoni di Brescia. Nel 1876 venne nuovamente per lo stesso concorso con la medaglia d'argento e fu finalista nel 1877.
In seguito, partecipò all'Esposizione della Pinacoteca di Brera, nel 1878, e all'Esposizione Artistica Bresciana, nel 1879.
Negli anni successivi progettò il restauro di Santa Maria del Carmine a Milano, nello stile neo lombardo.
Stabilità la sua residenza a Milano e sposò Maria Mazzola.
Agli inizi degli anni ottanta del XIX secolo, fu incaricato di progettare il fabbricato viaggiatori della stazione internazionale di Luino che venne aperta all'esercizio nel 1882.
Per il paese natale di Pozzolengo, progettò il Cimitero monumentale (1881), le scuole (1911) e il Monumento ai caduti, il quale venne eseguito dagli scultori Maccabiani.
Alcuni dei suoi numerosi progetti - nei vari stili allora di moda:giottesco, gotico, cinquecentesco e neo lombardo - sono depositati presso l'Archivio del comune di Brescia.